# Dienné

Dienné este o comună în departamentul Vienne, Franța. În 2009 avea o populație de 508 de locuitori.